# Гюнтер Лінк
Гюнтер Лінк (нім. Günther Link; 4 березня 1918, Кляйн-Кослау — 15 травня 1944, Норвезьке море) — німецький офіцер-підводник, оберлейтенант-цур-зее крігсмаріне.

## Біографія
9 жовтня 1937 року вступив на флот. Після проходження навчання з 29 квітня 1940 року служив в навчальній флотилії при командувачі обороною Балтійського моря в Свінемюнде. З 23 листопада 1941 по 25 квітня 1942 року пройшов курс підводника. З 26 квітня 1942 року — командир взводу 2-го навчального дивізіону підводних човнів (Нойштадт). 10 травня 1942 року переданий в розпорядження 1-ї флотилії (Брест). З 21 червня 1942 року — додатковий, з 1 жовтня 1942 року — 1-й вахтовий офіцер на підводному човні U-86, на якому взяв участь у двох походах; під час першого походу був потоплений 1 коарбель водотоннажністю 342 тонни.
12-17 січня 1943 року пройшов курс позиціонування (радіовимірювання), з 18 січня по 22 лютого — курс командира човна, після чого був направлений на будівництво U-240. 13 травня 1944 року вийшов у свій перший і останній похід. 15 травня U-240 і всі 50 членів екіпажу зникли безвісти в Норвезькому морі.

## Звання
- Кандидат в офіцери (9 жовтня 1937)
- Морський кадет (28 червня 1938)
- Фенріх-цур-зее (1 квітня 1939)
- Оберфенріх-цур-зее (1 березня 1940)
- Лейтенант-цур-зее (1 травня 1940)
- Оберлейтенант-цур-зее (1 квітня 1942)

## Нагороди
- Залізний хрест
  - 2-го класу (9 липня 1940)
  - 1-го класу (13 грудня 1942)
- Нагрудний знак мінних тральщиків (14 листопада 1940)
- Нагрудний знак підводника (23 вересня 1942)